# Castle Campbell
Castle Campbell, ursprünglich Castle Glume, ist eine Burg nahe der schottischen Stadt Dollar oberhalb des Dollar Glen in der Council Area Clackmannanshire. Seit 1950 ist sie als Scheduled Monument geschützt. Eine aus dem Jahre 1960 stammende Aufnahme in die schottischen Denkmallisten in der höchsten Kategorie A wurde 2015 aufgehoben. Seit 2007 zählen die Außenanlagen zum Inventory of Gardens and Designed Landscapes in Scotland.

## Geschichte
Die ältesten Teile der Burg stammen aus dem frühen 15. Jahrhundert. Durch Heirat gelangte sie in den Besitz von Colin Campbell, 1. Earl of Argyll und damit in den Besitz des Clans Campbell aus dem heutigen Argyll and Bute. Für die aus den Highlands stammenden Campbells erwies sich die in den Lowlands gelegene Burg auf Grund ihrer Nähe zu Stirling Castle, der Hauptresidenz der schottischen Könige, als günstiger Standort. 1489 änderten sie den Burgnamen von Castle Glume in das heute geläufige Castle Campbell. Um diese Zeit wurde auch das Tower House errichtet, welches heute das Aussehen der Anlage maßgeblich bestimmt. Im frühen 16. Jahrhundert wurde die Anlage um den dreistöckigen Südkomplex erweitert. Zahlreiche bedeutende Persönlichkeiten statteten Castle Campbell einen Besuch ab. Darunter der Reformator John Knox im Jahre 1556. 1563 war die schottische Königin Maria Stuart zu Gast.
Um das Jahr 1600 wurden die beiden Obergeschosse überarbeitet. Des Weiteren wurde ein zweistöckiger Gebäudekomplex auf der gegenüberliegenden Hofseite hinzugefügt, der zahlreiche Details des königlichen Flügels von Stirling Castle aufgreift. Im Laufe des 17. Jahrhunderts wurde Castle Campbell zweimal angegriffen und schwer beschädigt. So brannten Truppen des Earl of Montrose die Burg im Jahre 1645 im Zuge des englischen Bürgerkriegs nieder. 1654 waren es die Truppen Cromwells, welche die Anlage schwer beschädigten. Die Bedeutung von Castle Campbell als Herrschersitz endete mit der Hinrichtung des Clan Chiefs der Campbells, Archibald Campbell, 1. Marquis of Argyll, wegen Hochverrats im Jahre 1661. George William Campbell, 6. Duke of Argyll veräußerte die Ländereien zu Beginn des 19. Jahrhunderts. Castle Campbell gehört dem National Trust for Scotland und wird seit den 1950er Jahren von Historic Scotland betreut.